# Bandera de La Rioja
Segons l'article tercer de l'Estatut d'Autonomia de la Rioja, Llei Orgànica 3/1982:
"La bandera de la Rioja és la formada per quatre franges horitzontals i d'igual mida, dels colors roig, blanc, verd i groc.".

Bandera de l'antiga Diputació Provincial de Logronyo. No fou adoptada oficialment, pero sí usada institucionalment.

Segons l'article setè de la llei 4/1985, del 31 de maig (BOLR nº 64, de 4 de juny):
"L'escut de la Rioja podrà figurar en el centre de la bandera."
Els colors són:
- Roig: Pantone Warm Red (rgb #ff401a)
- Blanc: - (rgb #ffffff)
- Verd: Pantone 354 (rgb #33ff1a)
- Groc: Pantone 109 (rgb #ffe600)

El significat dels seus colors sol atribuir-se al color del vi (roig), de la neu (blanc), dels prats (verd) i el blat (groc).